# Koentsevo 1
Koentsevo 1 is een halte aan de spoorlijn Moskou-Smolensk. De halte is in de negentiende eeuw gebouwd als station voor het dorp Koentsevo. Gezien de reizigersaantallen is het ingedeeld in de vierde klasse en wordt beheerd door de afdeling Moskou-Smolensk van de verkeersdirectie van Moskou.

## Geschiedenis
Het station ligt aan de oostrand van Koentsevo en het werkgebied van het station strekt zich uit vanaf het station tot de splitsing van de lijn ongeveer 2 km westelijker. Dit werkgebied wordt in spoorwegkringen aangeduid als station Koentsevo 1, terwijl het opstelterrein ten westen van de splitsing als Koentsevo 2 wordt aangeduid. Door de bouw van de halte Rabotsji Posjolok in 1951 zijn er twee haltes Koentsevskaja en Rabotsji Posjolok die formeel deel uitmaken van hetzelfde station. Het stationsgebouw van Koentsevskaja is in 1899-1900 opgetrokken in gotische stijl naar een ontwerp van architect  I.I. Stroekov. Aan het begin van de twintigste eeuw verwierf het station bekendheid door de stationsrestauratie en er werd gezegd: "Je kunt Koentsevo niet hongerig verlaten". Sinds 21 november 2019 wordt de halte onder de naam Koentsevskaja bediend door lijn D1 van het stadsgewestelijk net van Moskou.

## Ligging en inrichting
Het stationsgebouw staat aan de zuidkant van de spoorlijn en heeft een perron voor de treinen richting de stad. Daarnaast is er een eilandperron, dat via een loopbrug bereikbaar is, waar de treinen in de andere richting vertrekken. De lichtgebogen perrons zijn voor de reizigers toegankelijk via poortjes. Het westelijke deel van het eilandperron ligt op het viaduct over de Roebljevskoje Sjosse. Het stationsgebouw ligt aan de Aleksej Sviridov Oelitsa en de Oelitsa Krasnych Zor en Oelitsa Klotsjkov komen uit op het stationsplein. Daarnaast is het station toegankelijk vanaf de Roebljevskoje Sjosse en via de loopbrug ook van de Oelitsa Ivan Franko en de Zjitomirskaja Oelitsa aan de noordzijde van de spoorlijn. 

## Reizigersverkeer
Voor de opening van het stadsgewestelijk net waren er rechtstreekse treinen naar de Koerskspoorlijn, lijn D1 buigt echter bij Savjolovskaja af naar het noorden. Reizigers voor de Koerskspoorlijn kunnen vanaf 2021 daar overstappen op lijn D4. De stoptreinen rijden in westelijke richting tot Borodino, Zvenigorod en Oesovo, D1 rijdt niet verder dan Odintsovo. In oostelijke richting rijden de treinen via Beloroesskaja tot Doebna in het noorden. De reistijd tot Beloroesskaja bedraagt 18 minuten. Reizigers kunnen tussen de D1 en de metro overstappen via de gelijknamige metrostations. Formeel ligt de splitsing tussen de lijnen naar het westen in hetzelfde station, maar ervaren reizigers weten dat op de westelijke halte van Koentsevo 1, Rabotsji Posjolok, overgestapt moet worden.